# Théâtre Guiniguada
Le Théâtre Guiniguada (ou Cine Avellaneda) est une infrastructure culturelle située à Las Palmas de Gran Canaria, dans les îles Canaries.

## Histoire
Le projet du théâtre Guiniguada date de 1938. Dessiné par l'architecte Antonio Cardona Aragon, il était planifié pour abriter un cinéma, des logements, des locaux commerciaux et des bureaux.
Le théâtre-cinéma Avellaneda a été ouvert jusqu'aux années 80. Puis, à la suite de rénovations, il a été adapté au théâtre et s'y est installé le nouveau siège de la Filmothèque Canarienne.
En juin 2000 il a fermé ses portes, entamant la troisième et définitive phase de rénovation du bâtiment. Après 10 ans d'abandon, l'édifice a rouvert ses portes le dimanche 27 mars 2011 après une longue période d'inactivité. C'est l'actrice canarienne Antonia San Juan qui l'a inaugurée.
Dès lors ce grand théâtre fait partie du Réseau Canarien d'arts scéniques, un espace consacré surtout aux artistes canariens. Il a une capacité de 461 sièges.

## Source de traduction
- (es) Cet article est partiellement ou en totalité issu de l’article de Wikipédia en espagnol intitulé « Teatro Guiniguada » (voir la liste des auteurs).